# Jan Šubrt
Jan Šubrt (9. června 1925 – 30. srpna 1991) byl český a československý politik Československé strany socialistické a poúnorový poslanec Národního shromáždění ČSSR a Sněmovny lidu Federálního shromáždění. Po roce 1968 odešel do emigrace.

## Biografie
Ve volbách roku 1960 byl zvolen za ČSS do Národního shromáždění ČSSR za Severočeský kraj. Mandát získal i ve volbách v roce 1964. V Národním shromáždění zasedal až do konce volebního období parlamentu v roce 1968.
K roku 1968 se uvádí profesně jako odborný referent ministerstva techniky v obvodu Praha-Vršovice I. Patřil mezi několik poslanců, kteří se po invazi vojsk Varšavské smlouvy do Československa zdrželi hlasování o schválení smlouvy legalizující „dočasný pobyt“ sovětských vojsk na území ČSSR.
Po federalizaci Československa usedl roku 1969 do Sněmovny lidu Federálního shromáždění (volební obvod Praha 10-Vršovice 1). V parlamentu setrval jen do října 1969, kdy byl zproštěn funkce poslance.
Rok po invazi vojsk Varšavské smlouvy do Československa totiž opustil republiku a oznámil svůj úmysl zůstat v emigraci. 20. srpna 1969 ještě v Praze sepsal dopis, kterým oznamoval předsedovi Sněmovny lidu, že nesouhlasí s vývojem v ČSSR. Tento dopis pak odeslal již ze zahraničí. V důsledku emigrace byl Ústředním výborem Československé strany socialistické vyloučen ze strany a ÚV ČSS navrhl i jeho odvolání z postu poslance. Ještě k roku 2004 se uvádí jako člověk žijící zčásti v Praze, zčásti ve švýcarském městě Kloten.